# Beaumont-le-Richard
Pour les articles homonymes, voir Beaumont.
Beaumont-le-Richard est une localité française, ancienne communauté ou commune, du département du Calvados. La localité perd son existence autonome de communauté ou commune avant 1794 et est rattachée à Englesqueville.
Sur le territoire de cette localité se trouve le château de Beaumont-le-Richard.

## Source
- Des villages de Cassini aux communes d'aujourd'hui, « Notice communale : Beaumont-le-Richard », sur ehess.fr, École des hautes études en sciences sociales.